# Classe regina
Classe regina è un luogo comune con il quale si indica la categoria di maggior prestigio o difficoltà di varie specialità e discipline sportive, soprattutto in ambito motoristico. 
L'espressione viene sovente utilizzata dai cronisti sportivi per definire la classe di maggiore cilindrata del Motomondiale, intendendo enfatizzarne le superiori importanza e popolarità rispetto alle altre. Tale interpretazione dell'espressione, entrata nel linguaggio comune in forza del suo continuo utilizzo da parte dei mass media, non ha alcun fondamento sportivo o regolamentare, anche considerato che nella storia del Motomondiale, non sempre la classe di maggior cilindrata è stata quella che ha suscitato il maggiore interesse del pubblico. Rappresenta spesso anche la classe ove vengono impiegati i veicoli con le prestazioni maggiori nelle varie discipline motoristiche, come per esempio le vetture di gruppo B e le World Rally Car nei rally.
Nel medesimo ambito e con identico significato, corrisponde all'espressione inglese top class o a quella francese catégorie reine.